# Poltár
Poltár je okresní město na jihu středního Slovenska, v Banskobystrickém kraji. Žije zde přibližně 5 300 obyvatel a je tak nejmenším okresním městem na Slovensku. 
Je zde sídlo děkanátu Horný Novohrad rožňavské diecéze římskokatolické církve.

## Poloha
Město se nachází na řece Ipeľ, v Jihoslovenské kotlině poblíž Revúcké vrchoviny, asi 15 km severovýchodně od Lučence, asi 25 km západně od Rimavské Soboty a asi 80 km jihovýchodně od Banské Bystrice.

## Historie
Na území města byly nalezeny předměty z doby bronzové, stopy slovanské pevnosti ze 7./8. století a odhalen půdorys středověkého hradu. První písemná zmínka o městě je z roku 1246, v letech 1554–1593 bylo obsazeno osmanskými Turky.

## Pamětihodnosti
- Turecký most přes řeku z konce 16. století v katastru Zelené, západně od centra
- Evangelický kostel z roku 1791
- Novogotický zámeček s parkem

## Doprava
Poltár má železniční spojení do Lučence a do Utekáče, provoz na trati do Rimavské Soboty byl zrušen. Autobusové linky jej spojují s Lučencem a Rimavskou Sobotou. Silniční spojení zajišťuje silnice č. 595 (Tomášovce u Lučence - Kokava nad Rimavicou).

## Hospodářství
Ve městě působí výrobce 24% olovnatého křisťálu, sodnodraselného užitkového skla (Slovglass Poltár), dále výrobce komponentů pro lokomotivy a producent stavebních materiálů a keramických stropních systémů.
Město se v současnosti potýká s vysokou nezaměstnaností. Od roku 2015 je okres Poltár zapsán do seznamu nejméně rozvinutých okresů Slovenska.

## Slavní Rodáci
- Richard Baratta Dragono (1867–1946), český šlechtic, velkostatkář, poslanec a advokát
- Ladislav Žilák (1921–1944), československý voják, účastník letecké bitvy o Velkou Británii
- Ivan Gašparovič (* 1941), prezident Slovenské republiky